# Про магніт
De Magnete, Magneticisque Corporibus, et de Magno Magnete Tellure (укр. Про магніти, магнітні тіла і великий земний магніт) — наукова робота, опублікована в 1600 році англійським лікарем Вільямом Гілбертом. Книга описує декотрі експерименти з моделюю Землі, названою «terrella». На основі експериментів він дійшов до висновку, що Земля має власний магніт, і саме тому компаси вказують на північ (раніше цей факт пов'язували з впливом полярної зорі або великими магнітними острівками на північному полюсі, що притягують компас).
«Про магніт» став впливовим не тільки завдяки висвітленій темі, але й строгості викладу. І попри містицизм, який було притаманно застосовувати в цю епоху, Гілберт залишається одним з піонерів експериментальної фізики.

## Вміст
«Про магніт» складається з шести книг:
- Історичний огляд магнетизму та теорія земного магнетизму.
- Відмінність між електрикою та магнетизмом. Аргумент проти вічного двигуна.
- Експерименти з террелою.
- Магнітне відмінювання (зміна магнітної півночі залежно від положення).
- Магнітний нахил. Конструкція магнітного інклінометра.
- Магнітна теорія зіркового та земного руху. Прецесія рівнодення.

## Видання
- De Magnete, Peter Short, London, 1600 (1st edition, in Latin)
- De Magnete, Wolfgang Lockmans, Stettin, 1628 (2nd edition, in Latin)
- De Magnete, 1633 (3rd edition, in Latin)
- De Magnete, 1892 (facsimile of 1st edition)
- De Magnete, English translation by Paul Fleury Mottelay, 1893